# Rodrigo Brasesco
Rodrigo Nicolás Brasesco Pérez (23 de enero de 1986, Montevideo) es un futbolista uruguayo que actualmente juega para Bella Vista, de la segunda  división de su país.

## Trayectoria
Brasesco comenzó su carrera en la Institución Atlética Sud América. En 2008 pasó al Racing Club. Un titular regular para Racing, en 2009 Brasesco ayudó a clasificar a su equipo a la Copa Libertadores 2010 por primera vez en su historia. Durante su carrera en Uruguay, Brasesco ha aparecido en 154 partidos y anotó 4 goles.
El 10 de enero de 2011, D.C. United contrató a Brasesco a préstamo del Racing Club de Montevideo. Hizo su debut para el club como suplente en su primer partido de la temporada MLS 2011. 

## Clubes
| Club                     | País           | Año       |
| ------------------------ | -------------- | --------- |
| Sud América              | Uruguay        | 2008-2010 |
| DC United                | Estados Unidos | 2010-2011 |
| Racing de Montevideo     | Uruguay        | 2011-2013 |
| Cafetaleros de Tapachula | México         | 2013-2014 |
| Racing de Montevideo     | Uruguay        | 2014-2015 |
| Magallanes               | Chile          | 2015-2018 |
| Racing de Montevideo     | Uruguay        | 2018-2021 |
| Bella Vista              | Uruguay        | 2021-     |